# Округ Самит (Јута)
Самит (енгл. Summit County) је округ у америчкој савезној држави Јута. По попису из 2010. године број становника је 36.324.

## Демографија
Према попису становништва из 2010. у округу је живело 36.324 становника, што је 6.588 (22,2%) становника више него 2000. године.
| Група             | 2000.          | 2010.          |
| Белци             | 26.608 (89,5%) | 31.012 (85,4%) |
| Афроамериканци    | 72 (0,2%)      | 154 (0,4%)     |
| Азијати           | 285 (1,0%)     | 446 (1,2%)     |
| Хиспаноамериканци | 2.406 (8,1%)   | 4.190 (11,5%)  |
| Укупно            | 29.736         | 36.324         |